# Hijikata Tōrei

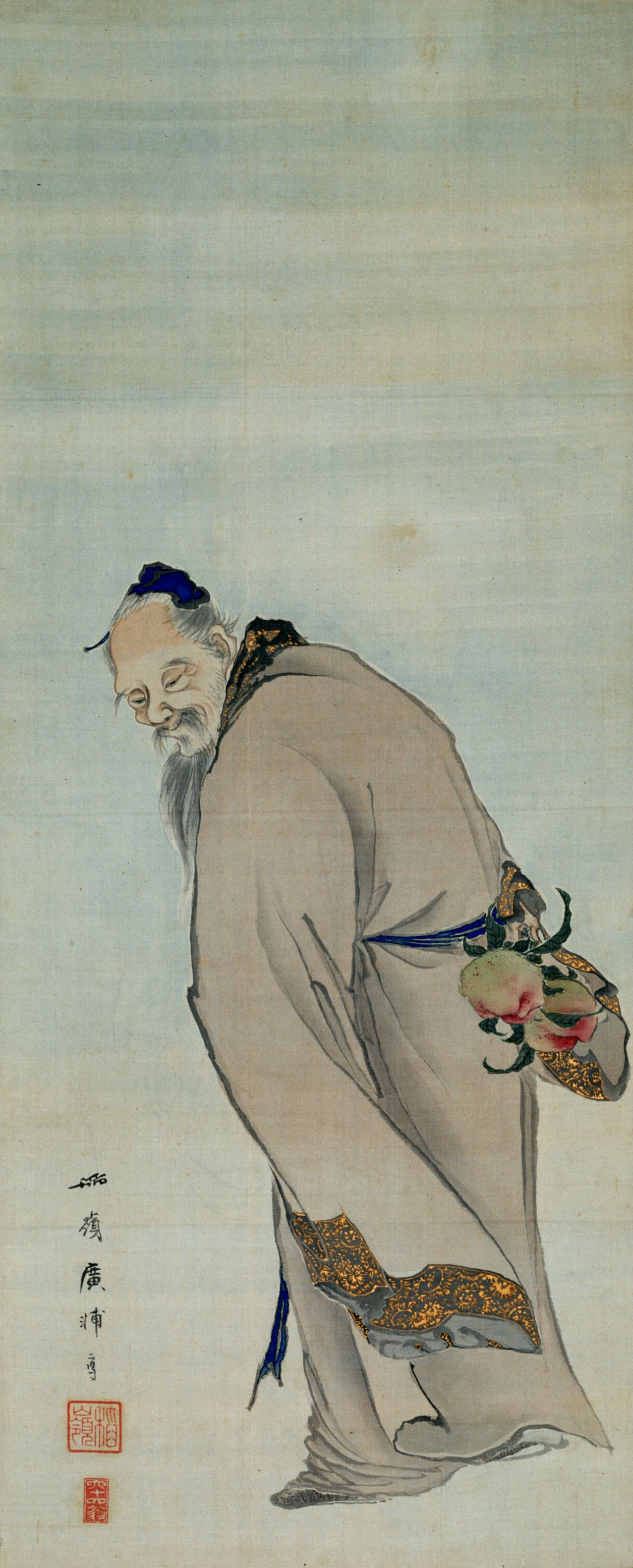
Dongfang Shuo

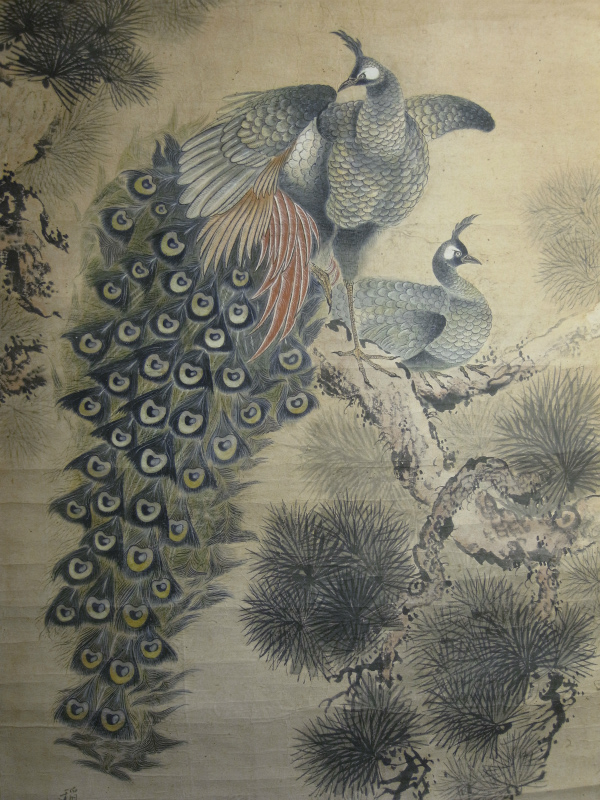
Hängerolle „Vögel“ (Ausschnitt)

Hijikata Tōrei (japanisch 土方 稲嶺, weitere Künstlernamen: Kosuiken (虎睡軒), Gakoken (臥虎軒); geb. 1741, in der Provinz Inaba; gest. 1. Mai 1807) war ein japanischer Maler der mittleren bis späten Edo-Zeit. Seine wirklicher Name war erst Hirokuni (広邦), später Hirosuke (広輔).

## Leben und Werk
Hijikata war für einige Zeit von der Gotō-Familie adoptiert und benutzte diesen Namen. Er stand im Dienst des Arao Kohachirō, einem höheren Gefolgsmann der Inaba, gab dies aber später auf und ging nach Edo. Dort studierte er Malerei im Stil des  Shen Quan und des Sō Shiseki. Er soll auch unter Maruyama Ōkyo in Kyōto studiert haben.
Im Jahr 1798 wurde er auf Vermittlung der Arao-Familie von Ikeda Narikuni, dem Fürsten der Provinz Inaba als Maler berufen. Von der Zeit an setzte er seine ganze Kraft dafür ein, Bilder für die Ikeda zu malen, wobei er auch großen Einfluss auf die Kunstkreise der Provinz ausübte. – Hijikata ist besonders bekannt für Karpfen- und Blumen/Vögel-Bilder. Er starb im Alter von 72 Jahren und wurde im Keifuku-ji (景福寺) in Tottori, dem Begräbnistempel der Arao, bestattet. Zu seinen besten Arbeiten gehören die Stellschirme „Wellengepeitsche Küste“ (荒磯の図, Ariso no zu), aufbewahrt im Nationalmuseum Kyōto und die Stellschirm- und Wandgemälde (障壁画 shōheki-ga) im Zakka-in (雑華院), einem Untertempel des Myōshin-ji in Kyōto.